# Börgerende-Rethwisch
Börgerende-Rethwisch település Németországban, Mecklenburg-Elő-Pomeránia tartományban, az Amt Bad Doberan-Land-hoz tárózik. Lakosainak száma 1695 fő (2023. december 31.). Börgerende-Rethwisch Admannshagen-Bargeshagen és Bad Doberan községekkel határos.

## Története
Rethwisch az írott forrásokban elsőként 1297-ben tűnik fel egy dokumentumban.

## A település részei
- Bahrenhorst,
- Börgerende,
- Neu Rethwisch és
- Rethwisch

## Galéria

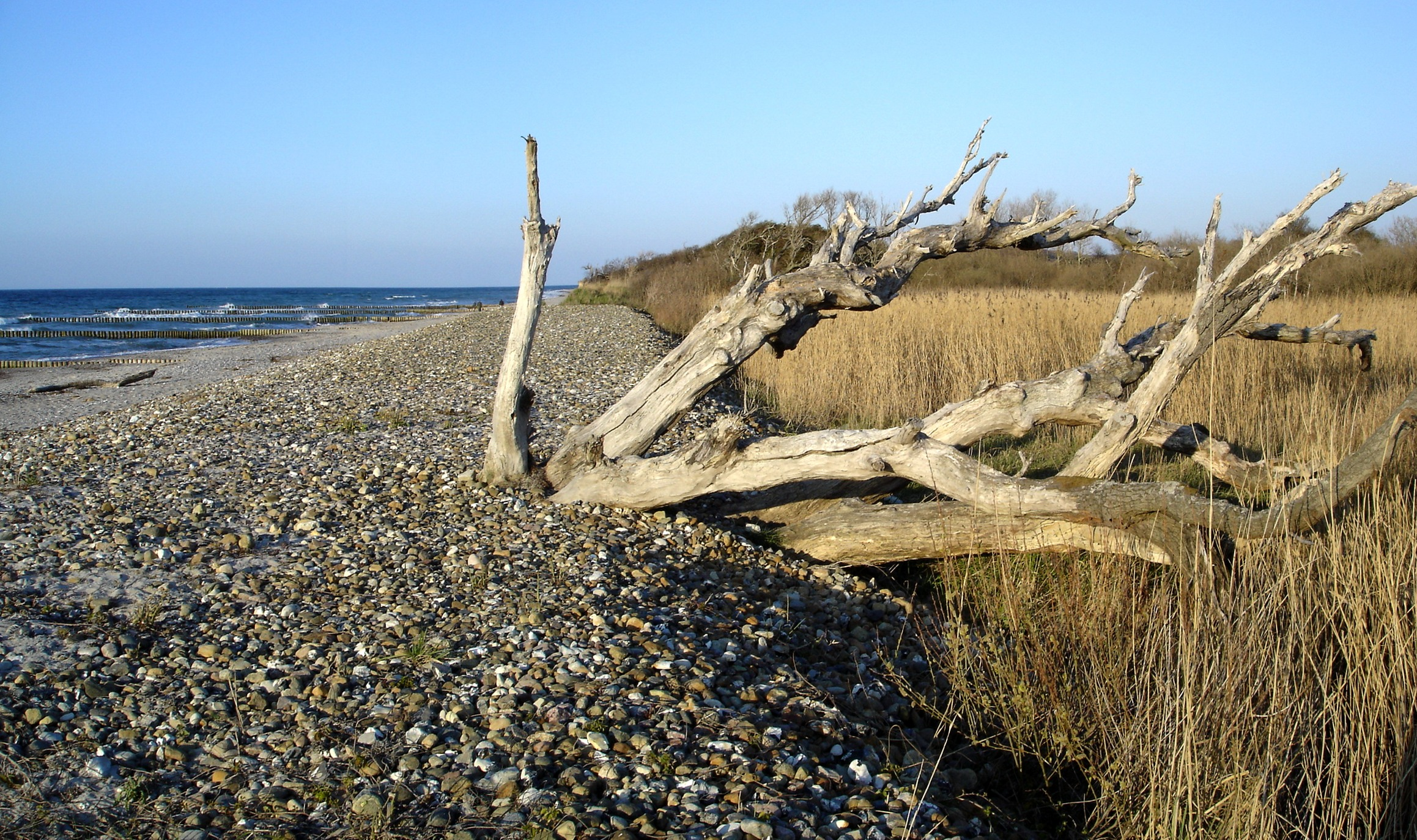
A börgerendei tengerpart
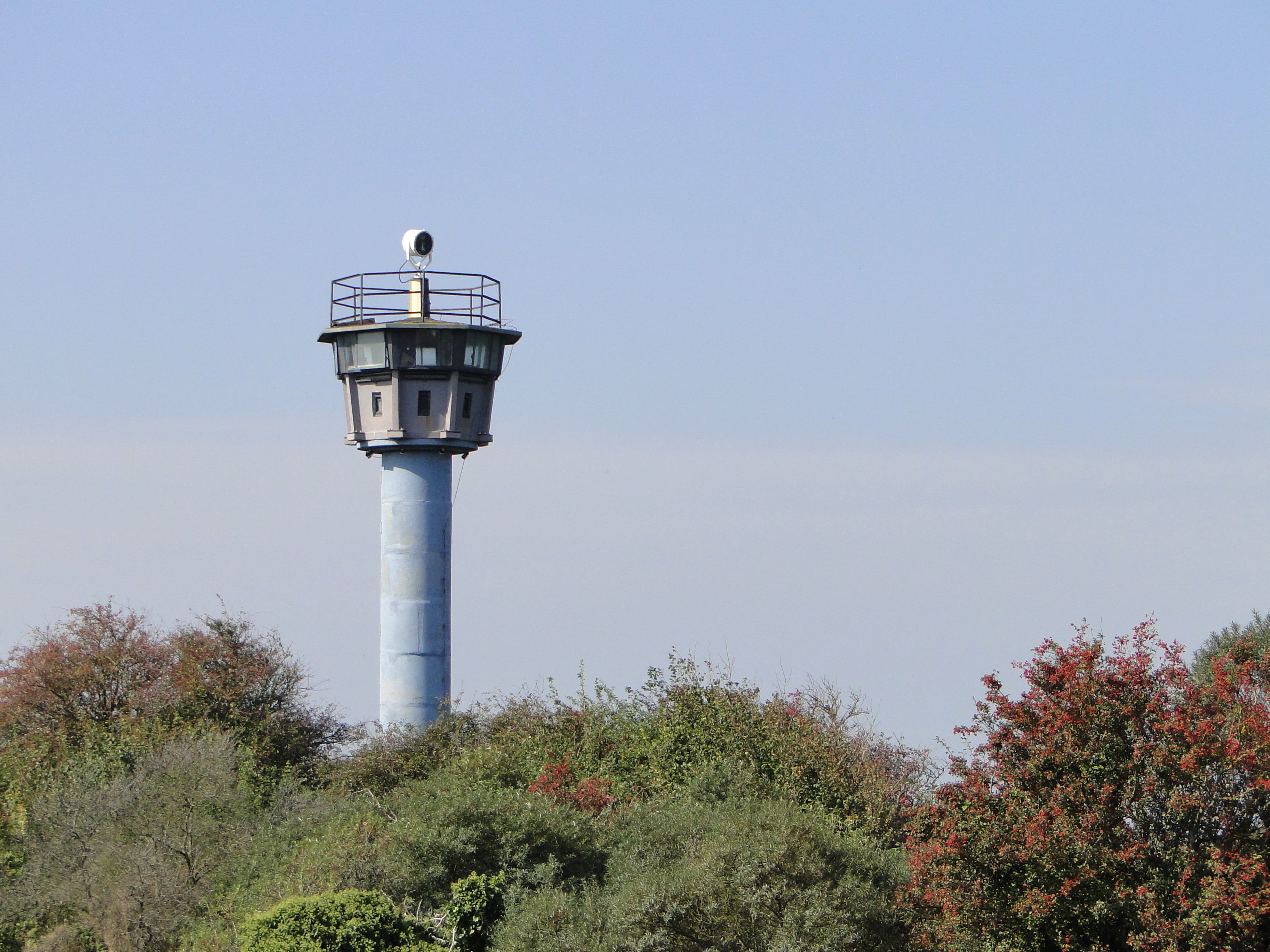
A határőrző torony Börgerendeben (Ostsee-Grenzturm)
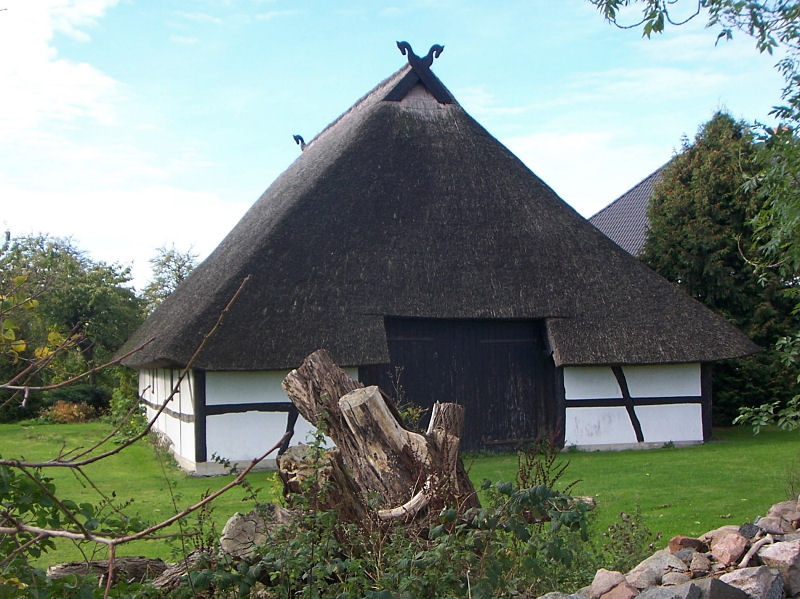
Egy rethwischi régi pajta

## Népesség
A település népességének változása:
| Lakosok száma | 1670 | 1673 | 1746 | 1721 | 1695 |
|               | 2017 | 2019 | 2021 | 2022 | 2023 |